# Gulen Fiskarbondemuseum

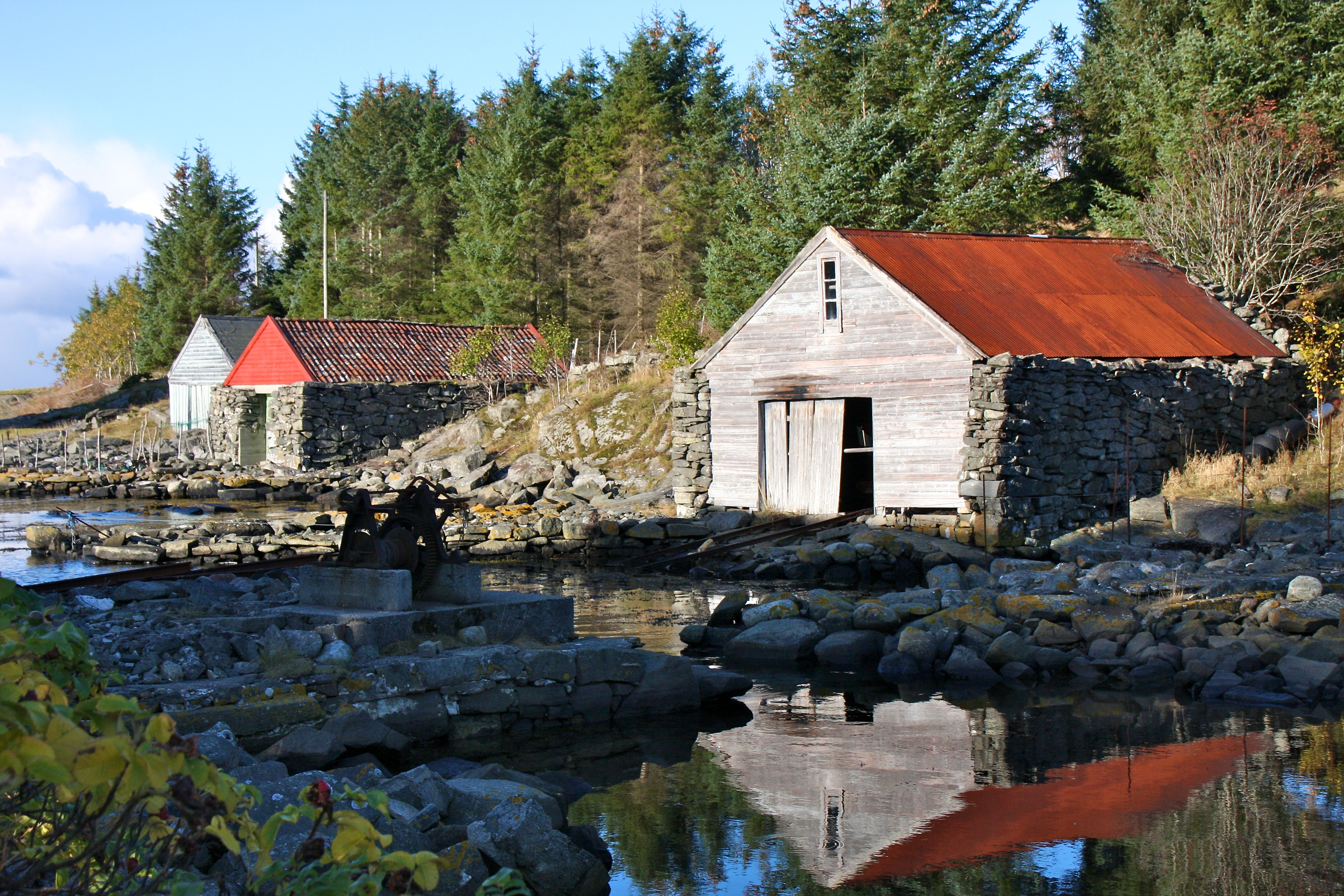

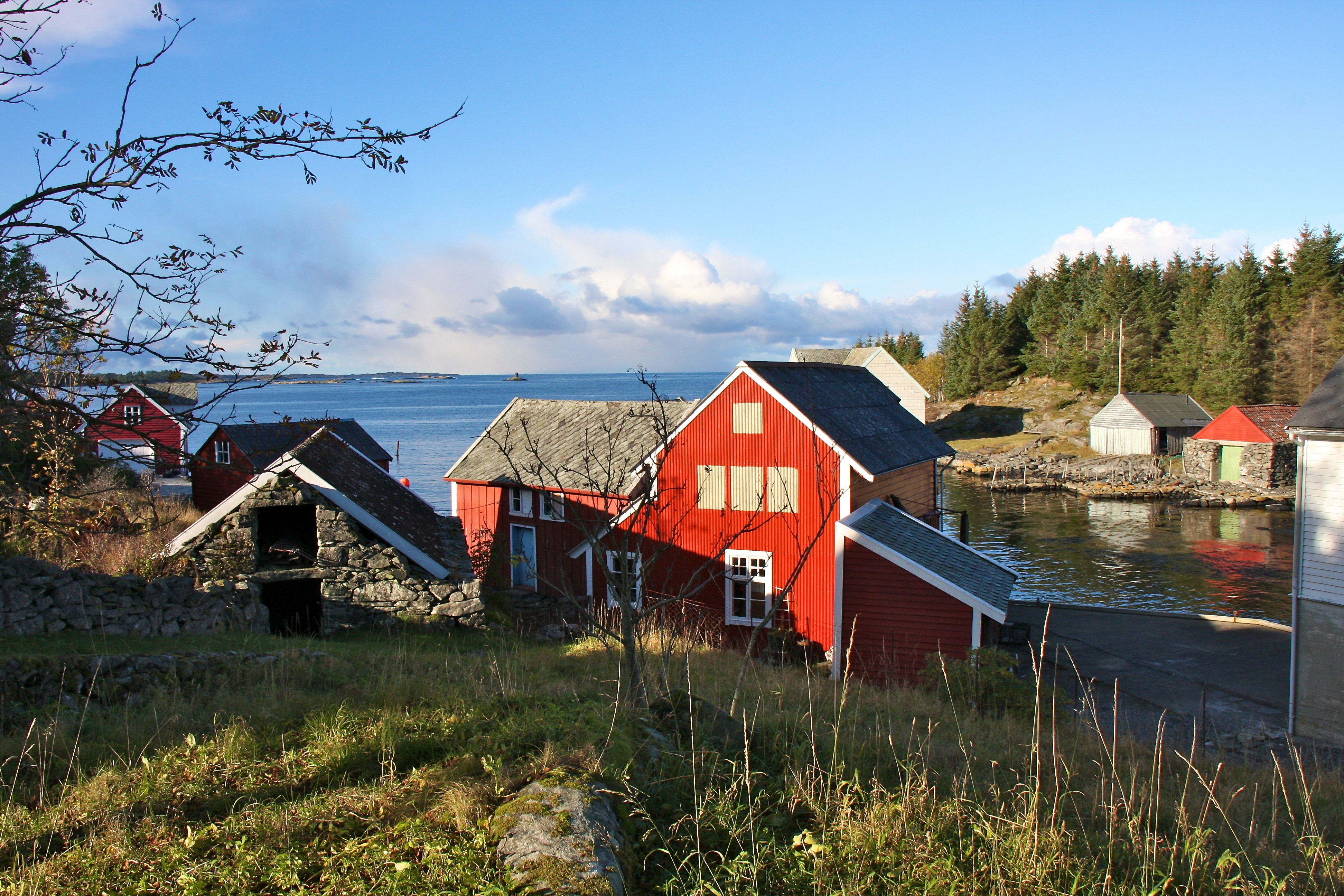

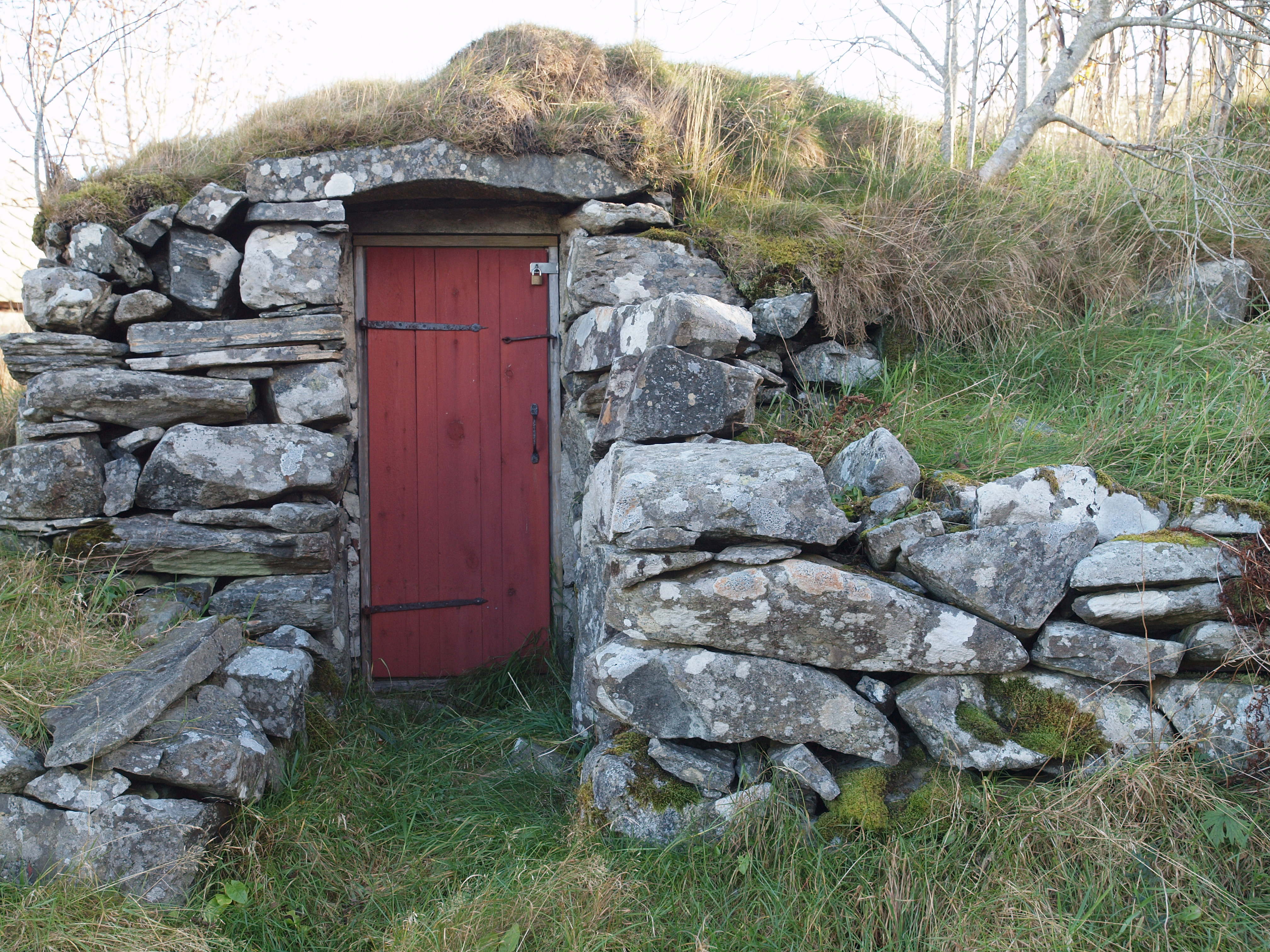

Gulen Fiskarbondemuseum är ett museum i på Byrknesøya i Gulen kommun i Vestland fylke i Norge. Museet öppnade 30 maj 1998 och visar hur så kalladr fiskarbönder levde. Fiskarbönder var ett sätt att leva som kombinerade fiske och jordbruk som var tidigare var vanlig i Gulen.